# Petr Klar
Petr Klar (5. června 1950 – 17. dubna 2025) byl český fotbalový útočník.

## Hráčská kariéra
V československé lize hrál za TŽ Třinec ve dvou utkáních, aniž by skóroval. V prvoligovém kádru Třince byl již na jaře 1971, na premiérový start v I. lize si však počkal dalších 5 let.
Debutoval v pondělí 31. května 1976 v Trnavě v zápase s domácím Spartakem (prohra 1:2). Naposled se v nejvyšší soutěži objevil v pátek 4. června téhož roku v domácím zápase se Zbrojovkou Brno (prohra 1:3).

### Prvoligová bilance
| Ročník             | Zápasy | Góly | Minuty | Klub         |
| ------------------ | ------ | ---- | ------ | ------------ |
| I. liga 1975/76    | 2      | 0    | 53     | TJ TŽ Třinec |
| CELKEM I. ČS. LIGA | 2      | 0    | 53     |              |